# Avichay Adraee
Avichay Adraee, né le 19 juillet 1982 à Haïfa, est un militaire israélien, porte-parole arabophone de l'armée israélienne depuis 2006. 
Avec plus de 648 000 abonnées sur Twitter, près de 200 000 de plus sur TikTok et 2,5 millions sur Facebook, il est également considéré par certains analystes comme un « influenceur ». Il intervient aussi régulièrement dans certains médias arabes, en particulier la chaîne Al Jazeera, pour défendre les positions de l’État israélien. D'origine irakienne et turque, il doit sa notoriété à son excellente maîtrise de la langue et de la culture arabes, dont il comprend les spécificités culturelles de chaque pays, la mentalité, l'humour et les références culturelles.
Lors des guerres opposant Israël et ses voisins arabes (bande de Gaza, Liban et Syrie), il est considéré par les populations de ces pays comme un « oiseau de mauvais augure », puisque les attaques de Tsahal sont précédées par des messages vidéo laissés par Avichay Adraee sur leurs smartphones. Le discours qu'il leur tient consiste souvent à les exhorter à se désolidariser de ceux qui les « prendraient en otage » (le Hamas ou le Hezbollah) ou à leur demander d’évacuer leurs foyers avant les offensives aériennes ou terrestres israéliennes. Amnesty International a dénoncé dans un rapport des ordres « inadaptés, voire trompeurs dans certains cas ». L'ONG évoque « des cartes trompeuses » ,mais aussi des communications « émis(es) trop peu de temps avant les attaques, en pleine nuit, sur les réseaux sociaux », tandis que beaucoup d'attaques ne sont pas annoncées. L'ONG dénonce un moyen pour l'armée israélienne de se dédouaner des pertes civiles provoquées par ses bombardements. Au Liban, les habitants se relaient la nuit pour veiller sur les réseaux sociaux quand les autres dorment afin de connaître les éventuelles communications de Avichay Adraee. Ses appels ont provoqué le déplacement forcé de plus de 80 % des 2,3 millions d'habitants de la bande de Gaza et de centaines de milliers de Libanais.
Tuerie du 10 août 2025
Après la mort de six journalistes présents dans la bande de Gaza le 10 août 2025, la fondation Hind Rajab publie une liste de responsables de cette tuerie, sur laquelle figure le nom de Adraee Avichay : identifié comme une des hauts commandants responsables, une plainte est déposée devant la cour Pénale Internationale fondation Hind Rajab . 